# Saison 9 des Experts : Miami
Chronologie
Saison 8 des Experts : Miami Saison 10 des Experts : Miami
Cet article présente le guide des épisodes de la neuvième saison de la série télévisée Les Experts : Miami (CSI: Miami).

## Généralités
Déplacée le dimanche soir à 22 h, la série n'est pas diffusée à l'heure durant quelques semaines entre octobre et janvier à cause de prolongations de matchs de football. Au Canada, le réseau CTV diffuse la série à 22 h sans attendre après CBS. Conséquemment, les audiences basses s'expliquent par les canadiens qui ont regardé l'épisode directement sur CBS hors simultané, qui ne sont pas comptabilisés. En cas de conflit d'horaire (So You Think You Can Dance Canada, Golden Globes, Academy Awards, Juno Awards), CTV relègue la série sur /A\.

## Distribution de la saison

### Acteurs principaux
- David Caruso (V.F. : Bernard Métraux) : Horatio Caine
- Emily Procter (V.F. : Rafaele Moutier) : Calleigh Duquesne
- Adam Rodriguez (V.F. : Cyril Artaux) : Det. Eric Delko
- Jonathan Togo (V.F. : Valentin Merlet) : Det. Ryan Wolfe
- Rex Linn (V.F. : Jean-Pierre Bagot) : Sgt. Frank Tripp
- Eva LaRue (V.F. : Anne Massoteau) : Natalia Boa Vista
- Omar Benson Miller (V.F. : Jean-Baptiste Anoumon) : Walter Simmons

### Acteurs récurrents et invités
- Christian Clemenson (V.F. : Jean-François Vlérick) : Dr Tom Loman
- Christopher Redman : Michael Travers
- Wes Ramsey : Dave Benton
- Leven Rambin : Molly Sloan
- Robert LaSardo : Memmo Fierro
- Eddie Cibrian (V.F. : Adrien Antoine) : Jesse Cardoza[1] (épisode 1)
- Amy Laughlin : Erika Sikes (épisode 2)
- Nadine Velazquez : Sara Walker (épisode 2)
- James Frain : Richard Ellison (épisode 2)
- Peta Wilson : Amanda Calaveras (épisode 2)
- James Carpinello : Dominic Giordano (épisode 2)
- Erika Eleniak : Claire Peterson (épisode 3)
- Melonie Diaz : Ivonne Hernandez (épisode 4)
- Khary Payton : Aaron Taber (épisode 4)
- Beth Littleford : Elena Manus (épisode 5)
- Stephen Amell : Peter Truitt (épisode 5)
- Shawn Hatosy : Jason Reger (épisode 5)
- Collins Pennie : Shane Newsom (épisode 7)
- Joanne Kelly : Heather Chapman (épisode 8)
- Austin Butler : Jason Chapman (épisode 8)
- Jessica Collins : Marcie Westerfield (épisode 8)
- Dante Basco : Ruben Franco (épisode 8)
- Julie Gonzalo : Abby Lexington (épisode 10)
- Peter Wingfield : Paul Nichols (épisode 10)
- Darby Stanchfield : Linda Hill (épisode 11)
- Darin Brooks : Ian Kaufman (épisode 11)
- Zoe Bell : Deb Taylor (épisode 12)
- Lindsay Pulsipher : Tara Werner (épisode 12)
- Todd Lowe : Jake McGarth (épisode 12)
- Jean Louisa Kelly : Amy Wells (épisode 14)
- Alicia Witt : Michelle Baldwin (épisode 15)
- Candice Patton : Wendy Gibson (épisode 15)
- Raymond Cruz : Marcos Trejo (épisode 17)
- Kevin Corrigan : Patrick Clarkson (épisode 18)
- Mark Pellegrino : Greg Calomar (épisode 18)
- Brea Grant : Cheryl Brown (épisode 18)
- Melora Hardin : Wendy Colton (épisode 21)
- Joshua Malina : Neal Marshall (épisode 21)
- Moran Atias : Olivia Hunter / Lisa Blackhall (épisode 21)
- Eric Lange : Patrick Lieber (épisode 14)
- Gregg Henry : Roger Cavannaugh (épisode 9)
- Erin Sanders : Megan Wells (épisode 14)
- Callum Keith Rennie : Jack Toller (épisode 22)
- Haaz Sleiman : Marcel Largos (épisode 22)

## Épisodes

### Épisode 1:L'heure tourne...
- États-Unis /  Canada : 3 octobre 2010 sur CBS / CTV[2]
- France : 25 mars 2011 sur TF1
- Québec : 13 février 2012 sur Séries+[3]
- Belgique : sur RTL-TVI
- Suisse :

- États-Unis : 11,75 millions de téléspectateurs[4]
- Canada : 2,479 millions de téléspectateurs[5]
- France : 6,45 millions de téléspectateurs

- Wes Ramsey (Dave Benton)
- Christian Clemenson (Tom Loman)
- Christopher Redman (Michael Travers)
- Kristen Hager (Melissa Walls)
- Roger Bart (Bob Starling)
- Alexandra Adi (Nikki Vega)
- Channon Roe (Keith Garwood)
- Melanie Laenani Lewis (Assistant légiste)

### Épisode 2:Lendemain de fête
- États-Unis /  Canada : 10 octobre 2010 sur CBS / CTV
- France : 25 mars 2011 sur TF1
- Québec : 20 février 2012 sur Séries+
- Belgique : sur RTL-TVI

- États-Unis : 9,48 millions de téléspectateurs[6]
- Canada : 1,649 million de téléspectateurs[7]
- France : 6,54 millions de téléspectateurs

- Wes Ramsey (Dave Benton)
- Christopher Redman (Michael Travers)
- Amy Laughlin (Erika Sikes)
- Nicole Taylor (Kristen Banks)
- Zane Holtz (Brady Jensen)
- James Frain (Richard Ellison)
- Nadine Velazquez (Sara Walker)
- Glenn Fitzgerald (Chip Ford)
- Krystal Harris (Fille du club)
- Peta Wilson (Amanda Calaveras)
- Meta Golding (Dr Victoria Mercier)
- Al Carabello (Serveur)

### Épisode 3:Pas vu, mais pris
- États-Unis /  Canada : 17 octobre 2010 sur CBS / CTV
- France : 6 juillet 2012 sur TF1
- Québec : 27 février 2012 sur Séries+
- Belgique : 20 mars 2011 sur RTL-TVI

- États-Unis : 10,89 millions de téléspectateurs[8]
- Canada : 2,172 millions de téléspectateurs[9]
- France : 4,98 millions de téléspectateurs

- Jonathan Keltz (Ben Wilcox)
- Kaili Thorne (Lindsey Peterson)
- John Allen Nelson (Todd Peterson)
- Erika Eleniak (Claire Peterson)
- Jarrod Crawford (Officier)
- James Carpinello (Dominic Giordano)
- Hilary Ward (Bank Teller)
- John Sharian (Joe LeBrock)
- Keelin Woodell (April Carrigan)
- Marcus Brown (Agent pénitentiaire)

### Épisode 4:Traque sans merci
- États-Unis /  Canada : 24 octobre 2010 sur CBS / /A\
- France : 6 juillet 2012 sur TF1
- Suisse : 27 mars 2011 sur TSR 1
- Québec : 5 mars 2012 sur Séries+
- Belgique : RTL-TVI

- États-Unis : 10 millions de téléspectateurs[10]
- France : 4,89 millions de téléspectateurs

- Robert LaSardo (Memmo Fierro)
- Melonie Diaz (Ivonne Hernandez)
- Faith Dyer (Elsa Hernandez)
- Khary Payton (Aaron Taber)
- William Ragsdale (Kenneth McGuire)
- Annie Corley (Joanne Connors)
- Adam Dunnells (Tex Gilroy)
- Ian Bohen (Doug)
- Michele Nordin (Daisy)
- Vera Miao (Lucy)
- Juliet Sorci (Beth)
- Jahmela Biggs (Rhonda)
- Heather Snell (Assistante)
- JP Hubbell (Commandant d'unité)
- Ryan Christiansen (Officier Colby)
- B. Martinez Birney (Commandant de la police de Miami)

### Épisode 5:Ouvrez les yeux
- États-Unis /  Canada : 31 octobre 2010 sur CBS / CTV
- France : 15 juillet 2012 sur TF1[11]
- Québec : 12 mars 2012 sur Séries+

- États-Unis : 9,67 millions de téléspectateurs[12]
- Canada : 2,095 millions de téléspectateurs[13]
- France : 4,79 millions de téléspectateurs

- Christian Clemenson (Tom Loman)
- Christopher Redman (Michael Travers)
- Shawn Hatosy (Jason Reger)
- Merle Dandridge (Stacy Garrett)
- Jordan Murphy (Brandon Garrett)
- Beth Littleford (Elena Manus)
- Stephen Amell (Peter Truitt)
- Anthony Gaudioso (Avocat débutant)

### Épisode 6:La Maison des secrets
- Canada : 7 novembre 2010 sur CTV
- États-Unis : 14 novembre 2010 sur CBS
- France : 11 février 2012 sur TF1
- Québec : 19 mars 2012 sur Séries+

- États-Unis : 10,26 millions de téléspectateurs[14]
- Canada : 1,783 million de téléspectateurs[15] (diffusion du 7 novembre)
- France : 5,63 millions de téléspectateurs

- Christian Clemenson (Tom Loman)
- Matthew Florida (Zachary Rittner)
- Michael Carbonaro (Gabe Calligan)
- Vanessa Lengies (Shea Williamson / Elizabeth)
- Kristen Renton (Courtney Alderman / Megan Rauch)
- Matt Gerald (Dan Wilson)
- Lesley Fera (Dr Joyce Carmel)
- Edwin Hodge (James Reed)
- Randy Vasquez (Arthur Martinez)
- Jacob Tudela (Tyler Wilson)
- Alex Mauriello (Too-Shea Lookalike)
- Paul McCarthy-Boyington (Wayne Bullock)
- Marina Benedict (Hannah Beckstrom)

### Épisode 7:Le Contrat
- États-Unis /  Canada : 21 novembre 2010 sur CBS / CTV
- France : 22 juillet 2011 sur TF1
- Québec : 9 avril 2012 sur Séries+

- États-Unis : 10,57 millions de téléspectateurs[16]
- Canada : 1,634 million de téléspectateurs[17]
- France : 5,52 millions de téléspectateurs

- Geoffrey Blake (Brad Webb)
- Collins Pennie (Shane Newsom)
- Chelsea Tavares (Tracy Newsom)
- Jaime Gomez (Neal Perkins)
- Lamont Thompson (Charles Hayward)
- Joseph Julian Soria (Dario Aguilar)
- Matthew Jay (Passager du Train)
- Matthew Alan (Huissier)

### Épisode 8:Bon anniversaire
- États-Unis /  Canada : 5 décembre 2010 sur CBS / CTV
- France : 19 août 2011 sur TF1
- Québec : 2 avril 2012 sur Séries+

- États-Unis : 10,66 millions de téléspectateurs[18]
- Canada : 2,018 millions de téléspectateurs[19]
- France : 5,14 millions de téléspectateurs

- Joanne Kelly (Heather Chapman)
- David Conrad (Gary Chapman)
- Austin Butler (Jason Chapman)
- Jessica Collins (Marcie Westerfield)
- Lisa Marcos (Vicki Turner)
- James Harvey Ward (Sam Novak)
- Dante Basco (Ruben Franco)
- Jason Manuel Olazabal (Dr Landry)
- Jennifer Weston (Infirmière)
- Garikayi Mutamibriwa (Joggeur)
- John C. Meier (Chauffeur livide)

### Épisode 9:Une vérité édulcorée
- États-Unis /  Canada : 12 décembre 2010 sur CBS / CTV
- France : 26 août 2011 sur TF1
- Québec : 26 mars 2012 sur Séries+

- États-Unis : 9,89 millions de téléspectateurs[20]
- Canada : 1,471 million de téléspectateurs[21]
- France : 5,75 millions de téléspectateurs

- Christian Clemenson (Tom Loman)
- Gregg Henry (Roger Cavanaugh)
- Julie Mond (Christie Cavanaugh)
- Bryan Cid Borreo (Eduardo Santana)
- Ramon Franco (Luis Avilla)
- Joshua De La Garza (Filipe Avilla)
- Leela Savasta (Nina Castillo)
- Shontae Saldana (Isabel Castillo)
- Kanin Howell (Bobby Sims)
- Abbie Cobb (Donna Johnson)
- Leandro Cano (Manny Delgado)
- Andrew Lukich (Agent de l'Immigration)

### Épisode 10:La Partenaire idéale
- États-Unis /  Canada : 2 janvier 2011 sur CBS / CTV
- France : 13 juillet 2012 sur TF1
- Québec : 16 avril 2012 sur Séries+

- États-Unis : 10,92 millions de téléspectateurs[22]
- Canada : 1,531 million de téléspectateurs[23]
- France : 4,59 millions de téléspectateurs

- Christian Clemenson (Dr Tom Loman)
- Patrick Heusinger (Matthew Shaw)
- Julie Gonzalo (Abby Lexington)
- Amber Clayton (Kate Pender)
- Peter Wingfield (Paul Nichols)
- Antonio Leon (Ricky Tobar)
- Julie Claire (Tandy King)
- Robert Shampain (Craig Taft)
- LaMonica Garrett (Garde de la sécurité)
- Jenn Korbee (Rencard #1)
- April Rawlings (Rancard #2)
- Brittany Alexis Phillips (Rencard #3)

### Épisode 11:Face à face
- États-Unis /  Canada : 9 janvier 2011 sur CBS / CTV
- France : 20 juillet 2012 sur TF1
- Québec : 23 avril 2012 sur Séries+

- États-Unis : 11,99 millions de téléspectateurs[24]
- Canada : 1,998 million de téléspectateurs[25]
- France : 4,97 millions de téléspectateurs

- Christian Clemenson (Dr Tom Loman)
- Richmond Arquette (Marvin Hill)
- Darby Stanchfield (Linda Hill)
- Spencer Daniels (Nick West)
- Skyler Day (Ashley Chandler)
- Michael McGrady (Larry Chandler)
- Karen Young (Diana Chandler)
- Corey Eid (Justin Carson)
- Natalie Knepp (Rachel Brooks)
- Darin Brooks (Ian Kaufman)
- Scott Allen Rinker (Chris)

### Épisode 12:Comme sur des roulettes
- États-Unis /  Canada : 16 janvier 2011 sur CBS / /A\
- France : 3 août 2012 sur TF1
- Québec : 30 avril 2012 sur Séries+

- États-Unis : 10,91 millions de téléspectateurs[26]
- France : 4,06 millions de téléspectateurs

- Christian Clemenson (Dr Tom Loman)
- Christopher Redman (Michael Travers)
- Wes Ramsey (Dave Benton)
- Clare Grant (Connie Briggs)
- Zoe Bell (Debbie Taylor)
- Hayley Marie Norman (Olivia Adler)
- Lindsay Pulsipher (Tara Werner)
- Johanna Braddy (Lucy Strickland)
- Matthew Currie Holmes (Vince Kessler)
- Todd Lowe (Jake McGrath)
- Kelli Dawn Hancock (Top Hun)
- Jennifer Vidas (Arbitre)
- Scott Ferrall (Commentateur)
- Desiree Hall (Sara Clark)

### Épisode 13:Main basse sur Miami
- États-Unis /  Canada : 20 février 2011 sur CBS / CTV
- France : 10 août 2012 sur TF1
- Suisse : 29 mai 2011 sur TSR1
- Québec : 7 mai 2012 sur Séries+

- États-Unis : 10,47 millions de téléspectateurs[27]
- Canada : 1,68 million de téléspectateurs[28]
- France : 3,84 millions de téléspectateurs

- Christian Clemenson (Dr Tom Loman)
- Robert LaSardo (Memmo Fierro)
- David Starzyk (Nicholas Chandler)
- David Fumero (Armando Salazar)
- Jacob Vargas (Felix Medina)
- Zak Boggan (Miguel Medina)
- Tommy Dewey (Grant Boyer)
- Andrew Thacher (Reynolds)
- Gloria Votsis (Sergent Jennifer Swanson)
- Sophie Winkleman (Sharon Kirby)
- Meagan Tandy (Cynthia)
- Noah Watts (Cesar Soto)
- Bruce Clyde Jenkins (Zach)
- Jose Vasquez (Tireur)
- Booker T. Washington (Policier en uniforme)

### Épisode 14:Cœur de pierre
- États-Unis /  Canada : 27 février 2011 sur CBS / /A\
- France : 10 juin 2013 sur TF1
- Québec : 14 mai 2012 sur Séries+
- Suisse : sur TSR1

- États-Unis : 8,24 millions de téléspectateurs[29]
- France : 5,76 millions de téléspectateurs[30] (première diffusion)

- Christian Clemenson (Dr Tom Loman)
- Wes Ramsey (Dave Benton)
- Linsey Godfrey (Claire Hawkins)
- Wendy Benson (Cindy Hawkins)
- Erin Sanders (Megan Wells)
- Jean Louisa Kelly (Amy Wells)
- Chris McGarry (Kevin Wells)
- Eric Lange (Patrick Lieber)
- Susan Santiago (Leandra Cordero)
- Brett DelBuono (Nate Cordero)
- Sophia Taylor Ali (Samantha Downey)
- Leven Rambin (Molly Sloan)
- Christopher Poehls (Jeremy)
- BreAnna C. Wittman (Amanda)
- Jazzlyn Marae (Hillary)

### Épisode 15:Bec et ongles
- États-Unis /  Canada : 6 mars 2011 sur CBS / CTV
- France : 24 juin 2013 sur TF1
- Québec : 21 mai 2012 sur Séries+

- États-Unis : 10,65 millions de téléspectateurs[31]
- Canada : 1,916 million de téléspectateurs[32]
- France : 5,39 millions de téléspectateurs[33] (première diffusion)

- Christian Clemenson (Dr Tom Loman)
- Leven Rambin (Molly Sloan)
- Melanie Hawkins (Bridget Walsh)
- Alicia Witt (Michelle Baldwin)
- Jeff Branson (Dennis Baldwin)
- Rodney Rowland (Art Gelway)
- Alicia Lagano (Tricia Quimby / Tricia Jackson)
- Christine Scott Bennett (Allison Caldwell)
- Candice Patton (Wendy Gibson)
- Marcus Giamatti (Hugh Parker)
- Becky O'Donohue (Kayla Hammond)
- Jesus Ruiz (Voisin)
- Boo Arnold (Commandant du SWAT)

### Épisode 16:Parties de chasse
- États-Unis /  Canada : 13 mars 2011 sur CBS / CTV
- France : 16 septembre 2013 sur TF1
- Québec : 28 mai 2012 sur Séries+

- États-Unis : 11,85 millions de téléspectateurs[34]
- Canada : 1,877 million de téléspectateurs[35]
- France : 4,2 millions de téléspectateurs[36] (première diffusion)

- Christian Clemenson (Dr Tom Loman)
- Christopher Redman (Michael Travers)
- Jamie Hector (Jean-Luc Guiton)
- Ronald Auguste (Henri Guiton)
- Eddie Jemison (Arnold Watkins)
- Omar Avila (Enrique)
- Neil Hopkins (Steve Raymer)
- Chelcie Ross (Wesley Habeck)
- Oscar Torre (Javier Lopez)
- Kevin E. West (Bill Jackson)
- Richard Wharton (Alligator Pete)
- Kattia Ortiz (Maria)
- Joe Ordaz (Garde)
- Samantha Tiano (Liliana)

### Épisode 17:Livraison spéciale
- États-Unis  Canada : 20 mars 2011 sur CBS / CTV
- France : 17 août 2012 sur TF1
- Québec : 4 juin 2012 sur Séries+

- États-Unis : 10,93 millions de téléspectateurs[37]
- Canada : 1,88 million de téléspectateurs[38]
- France : 4,24 millions de téléspectateurs

- Christian Clemenson (Dr Tom Loman)
- Christopher Redman (Michael Travers)
- Alexandra Adi (Nikki Vega)
- Josh Casaubon (Doug Govoli)
- Zac Badasci (Travis Welks)
- Anne Leighton (Sheila Holland)
- Kevin Bigley (Nick Holland)
- Anthony Starke (Peter Holland)
- Raymond Cruz (Marcos Trejo)
- Matthew Jones (Agent Connolly de la DEA)
- Rafi Gavron (Sean Moran)
- Amy Motta (Mrs. Cullivan)
- Trisha Beharie (Mrs. Barton)

### Épisode 18:Le Tueur de la toile
- États-Unis /  Canada : 27 mars 2011 sur CBS / /A\
- France : 24 août 2012 sur TF1
- Québec : 11 juin 2012 sur Séries+

- États-Unis : 11,19 millions de téléspectateurs[39]
- France : 4,40 millions de téléspectateurs

- Christian Clemenson (Dr Tom Loman)
- Wes Ramsey (Dave Benton)
- Kevin Corrigan (Patrick Clarkson)
- Mark Pellegrino (Greg Calomar)
- Leven Rambin (Molly Sloan)
- Clea DuVall (Lyla Moore)
- Ben Hermes (Bruce Moore)
- Brea Grant (Cheryl Brown)
- Jonno Roberts (Ted Sherman)

### Épisode 19:Dans la cage
- États-Unis /  Canada : 10 avril 2011 sur CBS / CTV
- France : 31 août 2012 sur TF1
- Québec : 18 juin 2012 sur Séries+

- États-Unis : 9,98 millions de téléspectateurs[40]
- Canada : 1,711 million de téléspectateurs[41]
- France : 5,06 millions de téléspectateurs

- Christian Clemenson (Dr Tom Loman)
- Leven Rambin (Molly Sloan)
- Franky G. (Dante Kroll)
- Chad Michael Collins (Logan Shepherd)
- Erin Cardillo (Brooke Shepherd)
- Angelique Cinelu (Cathy Hastings)
- Christopher Titus (Trevor Mason)
- Christopher Bello (Tim Garrigan)
- Heather Mazur (Rose Garrigan)
- Ramses Jimenez (Mike Darrow)
- Austin Bowerman (Homme suspect)
- G. Russell Reynolds (Fan)
- Rich Eisen (Journaliste)

### Épisode 20:Double Je
- États-Unis /  Canada : 17 avril 2011 sur CBS / CTV
- France : 7 septembre 2012 sur TF1
- Québec : 25 juin 2012 sur Séries+

- États-Unis : 9,97 millions de téléspectateurs[42]
- Canada : 1,718 million de téléspectateurs[43]
- France : 5,60 millions de téléspectateurs

- Christian Clemenson (Dr Tom Loman)
- Christopher Redman (Michael Travers)
- Kristina Apgar (Monica Dow / Alexis Taymor)
- Jessica Heap (Corinne Palmer)
- Beau Mirchoff (Jared Hatch)
- Josiah Early (William Oslo)
- Gary Leroi Gray (Perry Carmichael)
- Priscilla Garita (Dr Galaway)
- Tai Bennett (Technicien du polygraphe)

### Épisode 21:Game Over
- États-Unis /  Canada : 1er mai 2011 sur CBS / CTV
- France : 21 septembre 2012 sur TF1
- Québec : 2 juillet 2012 sur Séries+

- États-Unis : 7,65 millions de téléspectateurs[44]
- Canada : 1,759 million de téléspectateurs[45]
- France : 4,95 millions de téléspectateurs

- Christian Clemenson (Dr Tom Loman)
- Wes Ramsey (Dave Benton)
- Joshua Malina (Neal Marshall)
- Nicole Cannon (Jenny Marshall)
- Ian Kahn (Dean Marshall)
- Moran Atias (Olivia Hunter / Lisa Blackhall)
- Melora Hardin (Wendy Colton)
- Robert Parks-Valletta (Braden Wilkins)
- Alexander John (Scott Pendleton)
- Ethan Stone (Barman)
- Joni Kemper (Homme aux longues jambes)

Au début de l'épisode, on entend un remix de la chanson S&M de Rihanna.
C'est la première fois que l'audience de la série passe en dessous des 9 et 8 millions de téléspectateurs.

### Épisode 22:Le Dernier fugitif
- États-Unis /  Canada : 8 mai 2011 sur CBS / CTV
- France : 14 septembre 2012 sur TF1
- Québec : 9 juillet 2012 sur Séries+[46]

- États-Unis : 9,85 millions de téléspectateurs[47]
- Canada : 2,054 millions de téléspectateurs[48]
- France : 4,48 millions de téléspectateurs

- Christian Clemenson (Dr Tom Loman)
- Callum Keith Rennie (Jack Toller)
- Natasha Henstridge (Agent Renee Locklear)
- Cassi Thomson (Kaylee Anderson)
- Ethan Embry (Randy North)
- Haaz Sleiman (Marcel Largos)
- Michael Dempsey (Allen Hillington)
- Mark Hengst (Bernard Ashcroft)
- Bo Kane (Capitaine Adam Winston)
- Richard Cox (Juge Ebersol)
- Austin Priester (Membre du personnel navigant)
- De' Leon (Officier)
- Adrian Quinonez (Réceptionniste)
- Adam John Harrington (Premier Officier)
- Jaime Hodges (Caroline Summers)